# Байбачий заказник
Байбачий заказник — зоологічний заказник місцевого значення в Україні. Розташований в межах Роменського району Сумської області, поблизу села Піски.
Площа 9,6 га. Статус присвоєно 18.09.2001 року.
Територія заказника охоплює глибоку балку на правому корінному березі річки Сула. Охороняються дві реінтродуковані колонії байбака — великого степового гризуна родини Вивіркових. Цінний мисливсько-промисловий звір (використовують хутро, м’ясо, жир) ще у XVIII-XIX ст. був поширений в степовій зоні Європи і Азії, а зараз представлений ізольованими популяціями.